# Reince Priebus
Reinhold Richard "Reince" Priebus (/ˈraɪns ˈpriːbəs/ RYNS PREE-bəs; sinh ngày 18 tháng 3 năm 1972) là Chánh văn phòng Nhà Trắng cho Tổng thống Hoa Kỳ Donald Trump, phục vụ từ ngày 20 tháng 1 năm 2017 cho tới 31 tháng 7 năm 2017. Priebus là một luật sư và chính trị gia; trước đây ông ta là chủ tịch Ủy ban Quốc gia đảng Cộng Hòa (RNC), tổng tham mưu của RNC, và chủ tịch của Đảng Cộng Hòa Wisconsin.

## Tuổi thơ và sự nghiệp pháp lý
Priebus sinh ngày 18 tháng 3 năm 1972 tại Dover, New Jersey, và sống ở Netcong, New Jersey, đến khi gia đình ông chuyển đến Green Bay, Wisconsin khi ông được 7 tuổi.

### Sự nghiệp chính trị lúc đầu

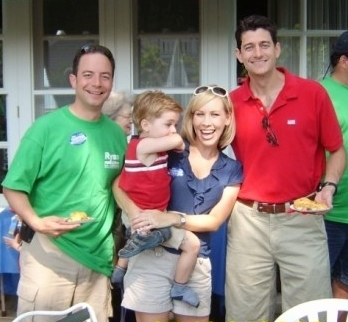
Chủ tịch đảng Cộng Hòa Wisconsin Reince Priebus, vợ ông ta Sally, và Nghị sĩ Paul Ryan vào năm 2008

### Cuộc bầu cử Chủ tịch RNC năm 2011

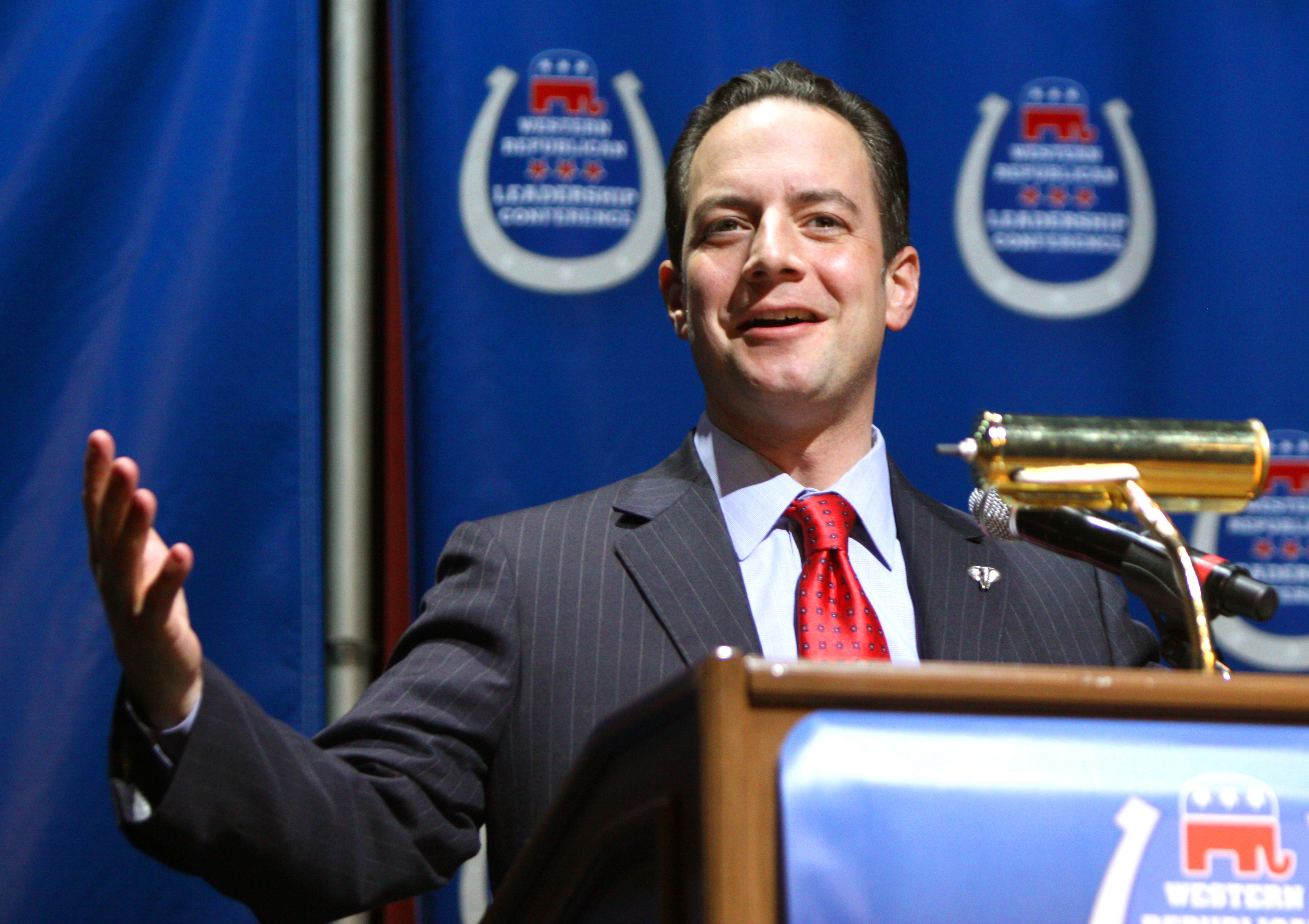
Priebus tại Hội nghị Lãnh đạo đảng Cộng Hòa phía Tây vào tháng 10 năm 2011 ở Las Vegas.

## Sự nghiệp chính trị

### Chủ tịch RNC

#### Nhiệm kỳ đầu tiên
Ngay từ khi bắt đầu nhiệm kỳ đầu tiên làm chủ tịch của RNC vào tháng 1 năm 2011, Priebus đã thừa hưởng khoản nợ 23 triệu USD từ người tiền nhiệm Michael Steele, cũng như các mối quan hệ căng thẳng với "các nhà tài trợ lớn".

#### Nhiệm kỳ thứ hai

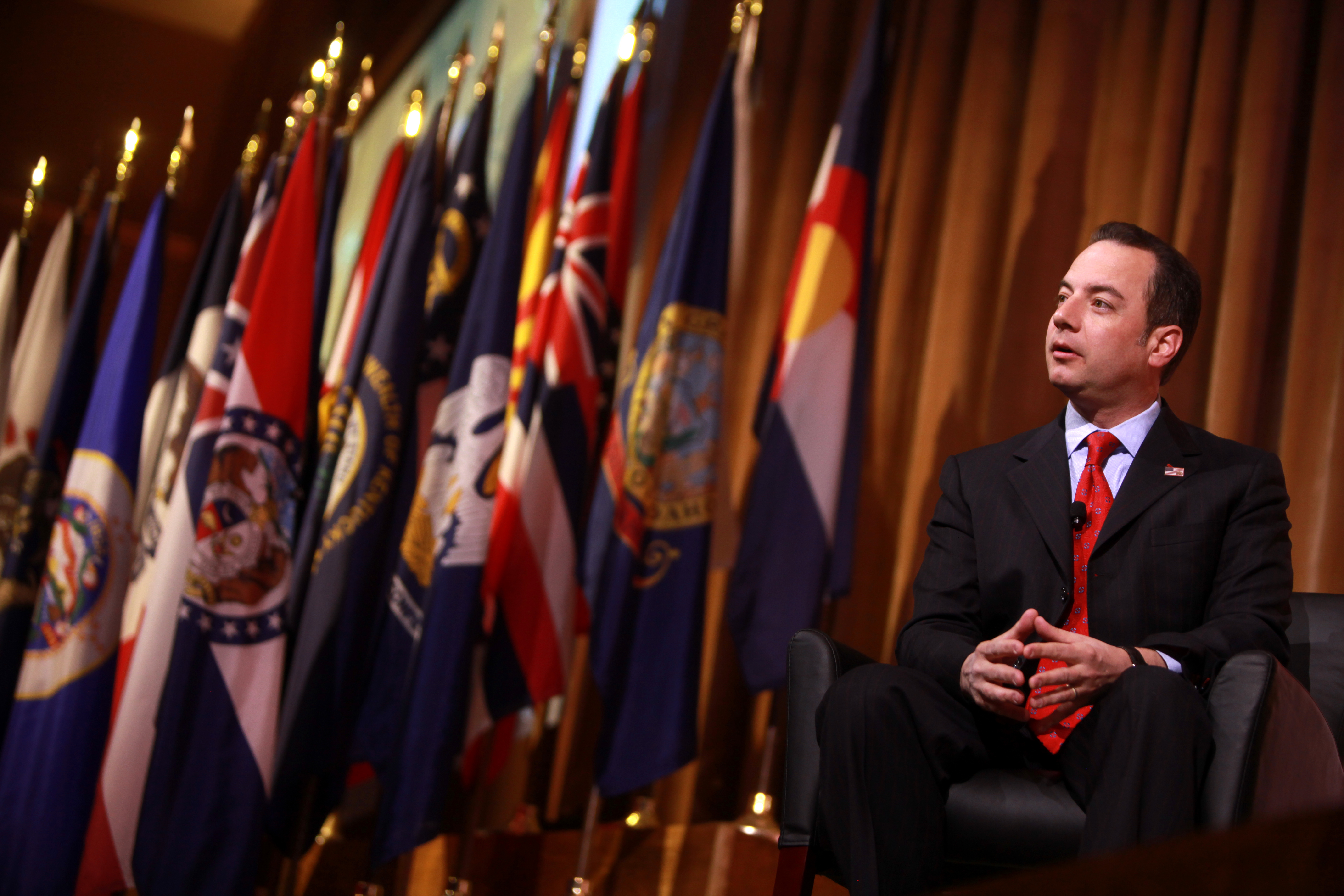
Priebus tại Hội nghị Hành động Chính trị Bảo Thủ (CPAC) 2014.

#### Nhiệm kỳ thứ ba

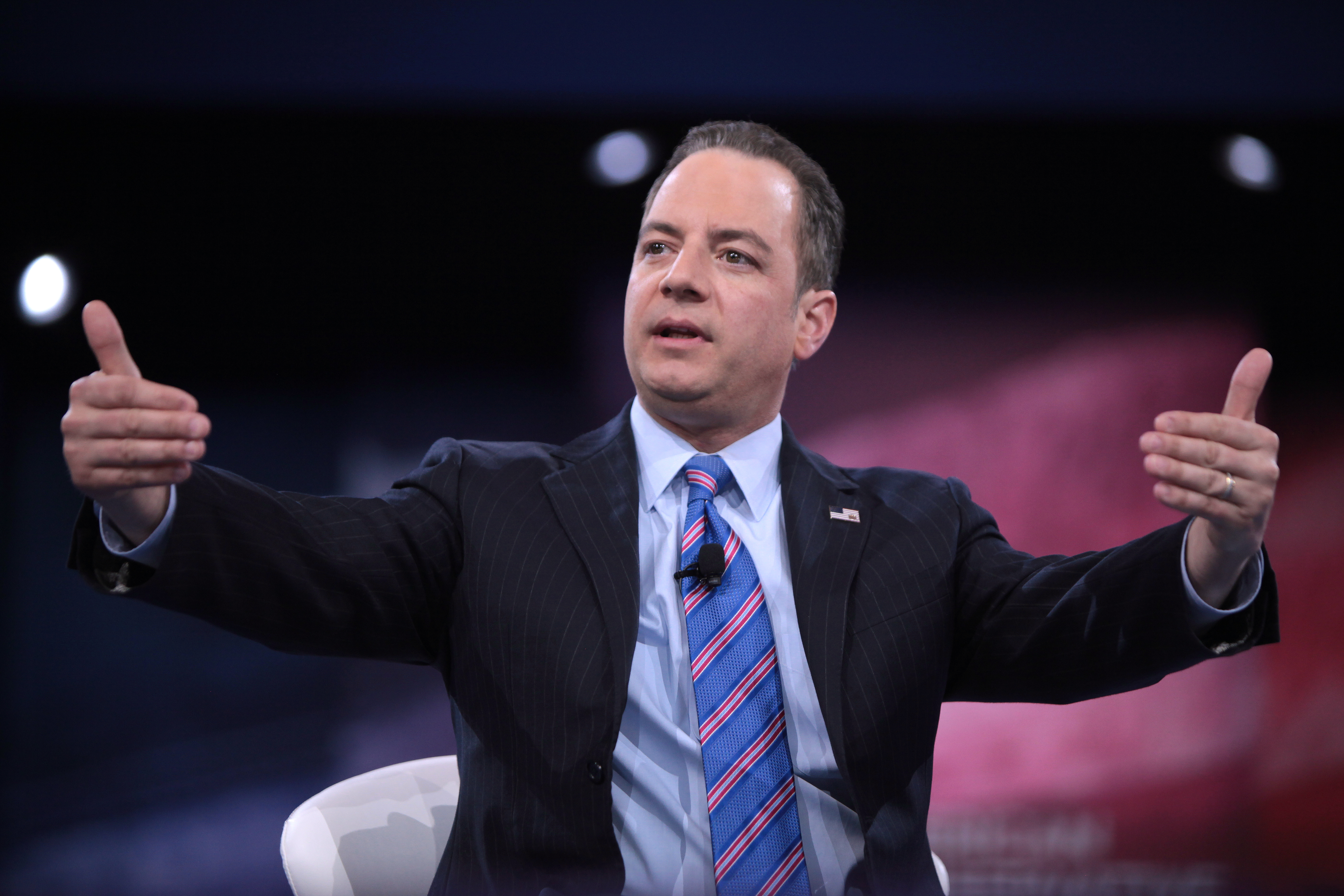
Priebus phát biểu tại Hội nghị Hành động Chính trị Bảo Thủ 2016 ở Washington, D.C.

##### Chỉ trích Trump

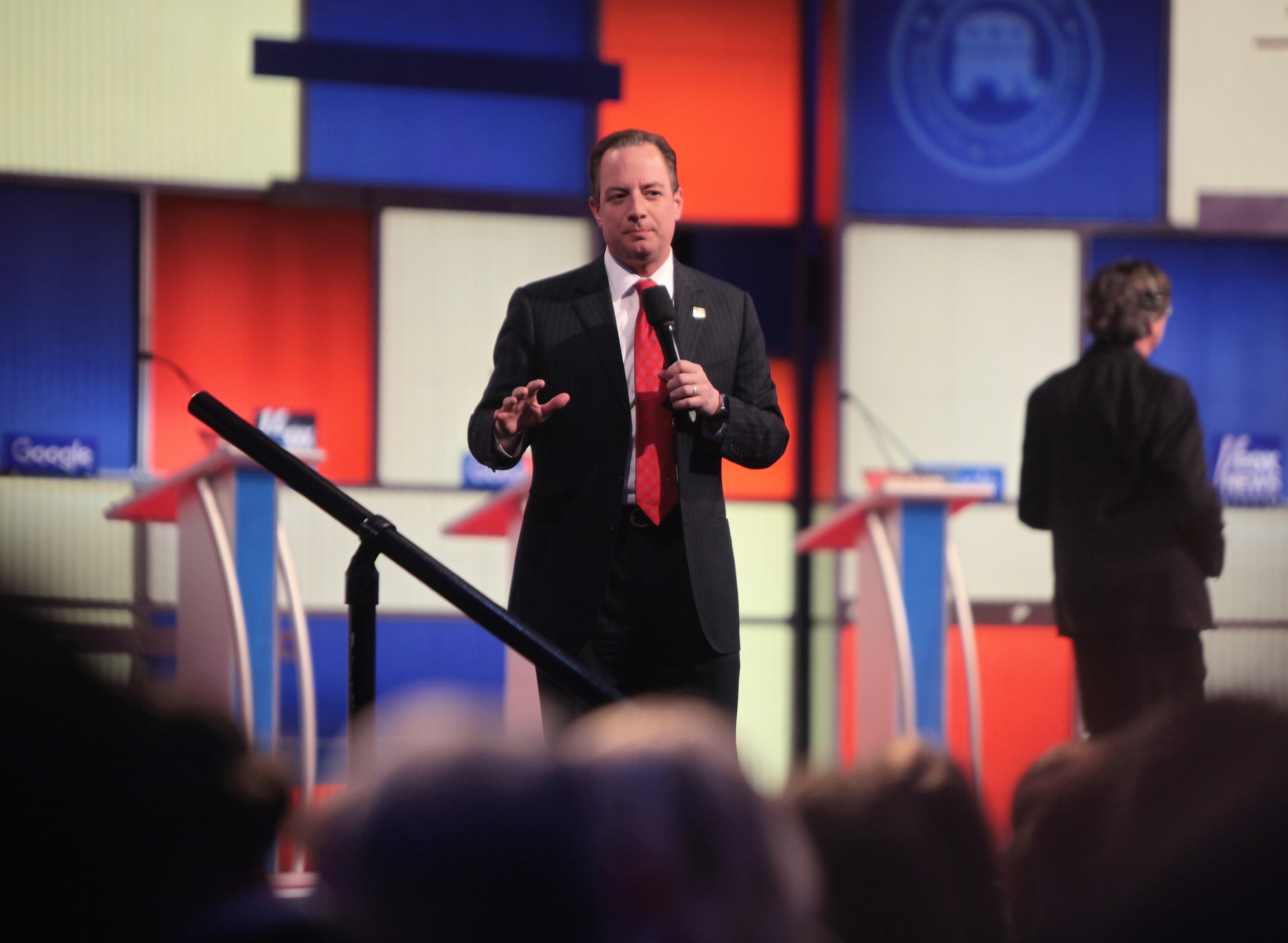
RNC Chairman Reince Priebus speaks at the final Republican Party Presidential Candidate debate before the 2016 Iowa caucuses

### Quản lý cho Trump
Vào ngày 13 tháng 11 năm 2016, Trump tuyên bố ông chọn Priebus cho vị trí Chánh văn phòng Nhà Trắng.

## Cuộc sống cá nhân
Năm 1999, Priebus cưới Sally L. Sherrow, người mà ông gặp ở nhà thờ thời niên thiếu.

## Than khảo
1. ↑  "Reince Priebus profile". GOP.com. Republican National Committee. Truy cập ngày 1 tháng 12 năm 2014.
2. ↑  Schouten, Fredreka (ngày 21 tháng 1 năm 2011). "Reince Priebus: Fundraising top job as RNC chairman". USA Today. Truy cập ngày 12 tháng 9 năm 2012.
3. ↑  Jackson, Hallie; Tur, Katy; Jaffe, Alexandra (ngày 13 tháng 11 năm 2016). "Donald Trump Names RNC Chair Reince Priebus Chief of Staff". nbcnews.com. NBC News. tr. 1. Truy cập ngày 13 tháng 11 năm 2016.
4. ↑  Balz, Dan. "Ryan, Walker, Priebus and the agonies of Donald Trump". Washington Post. Truy cập ngày 14 tháng 11 năm 2016.
5. ↑  Schoonejongen, John (ngày 30 tháng 8 năm 2012). "RNC Chairman Priebus touts his Jersey cred". Capitol Quickies. Asbury Park Press. Truy cập ngày 27 tháng 12 năm 2012.
6. ↑  "Chairman Priebus leads RNC revival: From $23M in the red to $7M in the black". The Hill. Bản gốc lưu trữ ngày 18 tháng 2 năm 2012. Truy cập ngày 16 tháng 2 năm 2012.
7. ↑  Dan Balz (ngày 16 tháng 4 năm 2011). "New chairman Reince Priebus cleans up RNC after Michael Steele's tumultuous tenure". The Washington Post. Truy cập ngày 18 tháng 9 năm 2014.
8. ↑  Shear, Michael D.; Haberman, Maggie; Rappeport, Alan (ngày 13 tháng 11 năm 2016). "Donald Trump Picks Reince Priebus as Chief of Staff". The New York Times. ISSN 0362-4331. Truy cập ngày 13 tháng 11 năm 2016.
9. ↑  Bender, Michael C. (ngày 13 tháng 11 năm 2016). "RNC Chair Priebus Is Named Donald Trump's Chief of Staff". Wall Street Journal.
10. ↑  Hohmann, James; Summers, Juana (ngày 14 tháng 1 năm 2011). "Priebus steps into the spotlight". Politico.
11. ↑  Mazzei, Patricia (ngày 19 tháng 11 năm 2016). "Before making his name in politics, Priebus was a force at Miami law school". Miami Herald. Truy cập ngày 19 tháng 1 năm 2017.
12. ↑  "10 Things You Didn't Know About Reince Priebus". U.S. News. Bản gốc lưu trữ ngày 12 tháng 9 năm 2012. Truy cập ngày 6 tháng 10 năm 2012.